# Pascale Taurua
Pascale Taurua (1961) è una modella francese, vincitrice del titolo di Miss Nuova Caledonia 1977 e Miss Francia 1978, benché rinunciò al titolo pochi giorni dopo.
La corona passò alla seconda classificata, Kelly Hoarau, Miss Riunione, che però rifiutò il titolo che alla fine andò alla terza classificata Brigitte Konjovic, Miss Parigi